# Эстонцы в Башкортостане
Эстонцы в Башкортостане — этнические эстонцы, проживающие в Башкортостане.

## История
Первые эстонские поселения на территории Исторического Башкортостана появились в конце XIX века В Уфимской губернии, эстонские переселенцы арендовывали башкирские земли, а также занимались хозяйством.. В 1897 году в Уфимской губернии жили 617 эстонцев, но их численность начинала снижаться.
В 1917 году в Бирском уезде проживало около 250 эстонцев.

## Современность
В 2010 году в Башкортостане проживало 219 эстонцев.